# Eumenes
Genre
Eumenes (les eumènes en français), est un genre de guêpes solitaires qui construisent des nids de terre, raison pour laquelle on les surnomme « guêpes potières » ou « maçonnes » (tout comme d'autres genres). 

## Espèces et sous-espèces présentes en Europe
- Eumenes aemilianus Guiglia 1951
- Eumenes coarctatus (Linnaeus 1758)
  - Eumenes coarctatus coarctatus (Linnaeus 1758)
  - Eumenes coarctatus limissicus Bluethgen 1938
  - Eumenes coarctatus lunulatus Fabricius 1804
  - Eumenes coarctatus maroccanus Gusenleitner 1972
  - Eumenes coarctatus nuragicus Giordani Soika 1986
  - Eumenes coarctatus turaniformis Bluethgen 1959
- Eumenes coronatus (Panzer 1799)
  - Eumenes coronatus coronatus (Panzer 1799)
  - Eumenes coronatus ibericus Bluethgen 1956
- Eumenes cyrenaicus Bluethgen 1938
  - Eumenes cyrenaicus pseudogermanicus Bluethgen 1938
- Eumenes dubius Saussure 1852
- Eumenes mediterraneus Kriechbaumer 1879
  - Eumenes mediterraneus cypricus Bluethgen 1938
  - Eumenes mediterraneus mediterraneus Kriechbaumer 1879
- Eumenes papillarius (Christ 1791)
  - Eumenes papillarius balticus Bluethgen 1938
  - Eumenes papillarius monticola Bluethgen 1956
  - Eumenes papillarius papillarius (Christ 1791)
- Eumenes pedunculatus (Panzer 1799)
- Eumenes pomiformis (Fabricius 1781)
- Eumenes punctaticlypeus Giordani Soika 1943
- Eumenes sardous Guiglia 1951
- Eumenes sareptanus André 1884
  - Eumenes sareptanus insolatus M. Mueller 1923
- Eumenes subpomiformis Bluethgen 1938

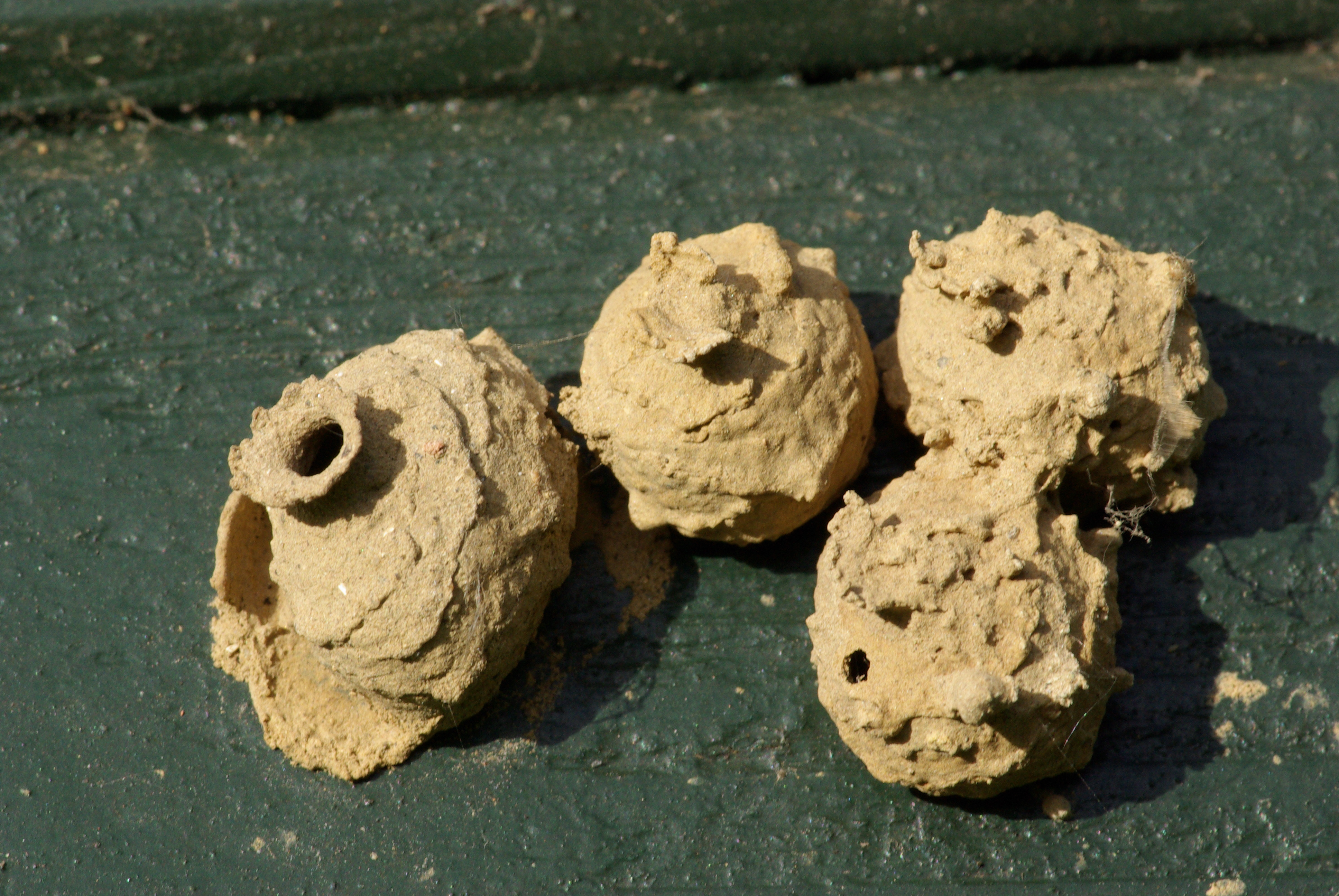
Urnes constituées de grains de sable et de salive desséchée
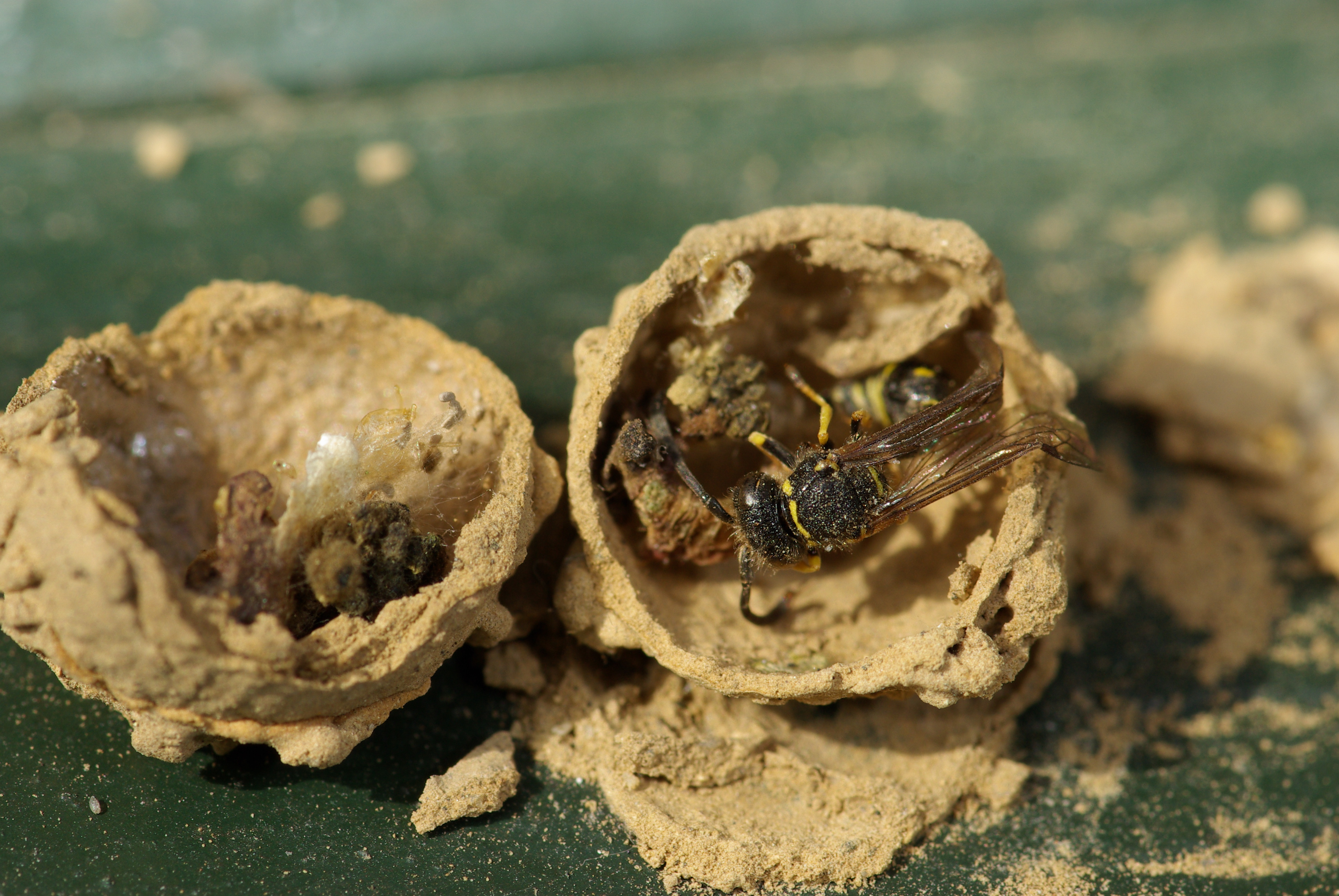
Urne éclatée contenant un cadavre d'Eumenes pedunculatus

- La femelle Eumenes pedunculatus construit un nid en forme d'urne, cimentée à l'aide de grains de sable et de salive dans laquelle elle place des chenilles paralysées par son aiguillon. Ensuite, elle pond un unique œuf au plafond puis, scelle l'urne. La larve se nourrit de ces chenilles durant l'automne et l'hiver pour éclore en été sous la forme adulte[1].